# Комбинации эналаприла и диуретиков
Комбинации эналаприла и диуретиков — ряд комбинированных лекарственных средств, в состав которых входит эналаприл и один из препаратов группы диуретиков. Одновременное применение данных средств приводит к более выраженному проявлению гипотензивного эффекта. В классификаторе АТХ представлены одним кодом C09BA02.

## Применение
Основным показанием к применению данных препаратов является артериальная гипертензия.
Эффективность сочетания эналаприла с хлорталидоном изучалась в ходе клинического исследования (University Department of Materia Medica, Stobhill General Hospital, 1987) в сравнении с комбинацией эналаприла и никардипина, а также эналаприла и плацебо. По результатам двухнедельного курса были получены данные о том, что и хлорталидон, и никардипин значительно повышают гипотензивный эффект эналаприла: среднее снижение артериального давления в течение 8 часов составило соответственно 33/17 и 26/16 мм рт. ст. При этом комбинация эналаприла и хлорталидона показала более устойчивое действие, сохраняя эффект на 24-часовом промежутке (эффективность комбинации с никардипином снижалась на второй половине интервала между дозировками).

## Фармакоэкономика
В России зарегистрировано несколько комбинированных препаратов из этой группы:
- комбинация эналаприла и гидрохлоротиазида: представлена распространенными торговыми марками «Ко-ренитек», «Рениприл ГТ», «Энап-HL», реже встречаются «Приленап», «Эналаприл-Акри Н», «Эналаприл-Акри HL», «Энам Н» «Энап-H», практически отсутствуют «Энап-HL 20», «Энафарм-Н»;
- комбинация эналаприла и индапамида: на рынке присутствует в виде бренда «Энзикс» («Хемофарм», Сербия), представляющего собой не готовые смеси, а наборы таблеток указанных препаратов, отличающиеся их количеством и дозировкой: «Энзикс» (эналаприл 10 мг № 15 + индапамид 2,5 мг № 15), «Энзикс дуо» (эналаприл 10 мг № 10 + индапамид 2,5 мг № 5) и «Энзикс дуо форте» (эналаприл 20 мг № 10 + индапамид 2,5 мг № 5).

Также эналаприл с различными препаратами из группы диуретиков можно приобрести в аптечной сети и по отдельности.